# Milivoj Ašner
Milivoj Ašner (Daruvar, 21 aprile 1913 – Klagenfurt am Wörthersee, 20 giugno 2011) è stato un poliziotto croato, noto per aver fatto deportare nei campi di concentramento e di sterminio migliaia di persone ai tempi dello Stato Indipendente di Croazia, principalmente Serbi, Ebrei e Rom.

## Biografia
Ašner nacque a Daruvar, nell'allora Regno di Croazia e Slavonia che era parte dell'Impero austro-ungarico. Dopo la nascita dello Stato Indipendente di Croazia nel 1941, egli divenne capo della polizia a Požega. Dopo la caduta dello stato croato, Ašner si trasferì in Austria, ove prese il nome di Georg Aschner.
Nel 1992, dopo che la Croazia riguadagnò l'indipendenza, Ašner tornò in Croazia vivendo a Požega fino al 2004, quando Alen Budaj, uno storico e associato al Centro Simon Wiesenthal lo localizzò. Nello stesso anno il direttore del Centro, Efraim Zuroff, portò i documenti su Ašner all'ufficio della procura croato. Ašner fuggì in Austria. Nel 2005 la Repubblica di Croazia lo accusò di crimini contro i civili e ne chiese l'estradizione all'Austria con l'accusa di aver commesso crimini contro l'umanità e crimini di guerra a Požega (Croazia) negli anni 1941-1942.
Nel 2008 l'Austria respinse la richiesta sostenendo che Ašner soffriva di demenza e che non poteva quindi sostenere un processo. Nel 2008 fu ripreso dalla rivista britannica The Sun mentre assisteva ad un incontro internazionale di football a Klagenfurt, ove egli viveva, nel quadro del Campionato europeo di calcio, il che gettava dubbi sulle sue reali condizioni mentali. La richiesta di estradizione fu rinnovata. 
Il 19 giugno dello stesso anno, in un'intervista andata in onda in Croazia, Ašner riconobbe di essere stato coinvolto in deportazioni ma sostenne che i deportati non furono inviati in campi di sterminio, come generalmente si crede, ma nella loro patria di origine. Egli sostenne di avere la coscienza a posto e di volere un processo in Croazia, ma che il suo stato di salute costituiva a questo proposito un problema. A seguito di un esame nella stessa settimana fu deciso nuovamente che egli non era adatto a sostenere un processo per le sue condizioni mentali. Zuroff espresse il sospetto che Ašner fingeva o esagerava riguardo al suo stato di salute.
Ašner è morto all'età di 98 anni, il 20 giugno 2011 a Klagenfurt per cause naturali, in una casa di cura della Caritas.